# Pronto moda
Pronto moda reprezintă o modalitate productivă folosită în mod constant în sectorul articolelor vestimentare, datorită producției reduse în mod drastic, prin realizarea produselor în mod continuu și asortarea acestora.
Fazele principale ale producției de “pronto moda” în cadrul unei companii de piese vestimentare sunt:
- analizarea sectorului de referință (cercetare)
- proiectarea articolului, pe hârtie sau cu ajutorul calculatorului (CAD)
- realizarea unui prototip
- analizarea prototipului și introducerea modificărilor la producerea articolului
- distribuirea prototipelor pe piață, pentru a putea evalua reacția clienților
- producerea în serie a modelului.

Acestor etape li se adaugă și transportul și livrarea produselor direct în centrele comerciale.
Timpul necesar pentru realizarea corectă a etapelor corespunzatoare e de circa 6 luni, perioadă numită și time to market (TTM), denumire foarte folosită în sectorul de îmbrăcăminte. Datorită acestor etape, clientul poate achiziționa articolele dorite într-un spatiu comercial.
Pronto moda revoluționează realizarea acestor faze și prevede comprimarea acestor etape, garantând un timp de realizare și livrare mai scurt de o lună.
Sistemul pronto moda permite nu doar proiectarea și realizarea unui articol în timp scurt, dar și relocarea ulterioară a acestor modele.
Astăzi, această modalitate de producție este adoptată de un număr mare de producători de îmbrăcăminte.
Milano a ajuns sa fie una din capitalele modei, în mod special datorită afirmării prin pronto moda.
Pronto moda reprezintă un fenomen tot mai răspandit și datorită faptului că oricine poate crea și exprima ceva personal, utilizând îmbrăcămintea ca pe un instrument expresiv.
Ca fenomen ce s-a manifestat mai ales în Italia anilor '60 și '70, pronto moda cuprinde într-un mod unicat și special schimbările rapide ale factorilor comportamentali de cumparare a clienților.
Pronto moda poate fi definit ca o ascensiune a modei moderne, întrucât oferă atenție liniilor stilistice de sezon și le transformă astfel încât aceste tendințe să ajungă cât mai repede pe piață, la prețuri accesibile.
Reducerea timpului de realizare a produsului poate evita necesitatea de a avea o cantitate mare de articole stocate în depozit. Se evită, de asemenea, stocurile în cantități mari.
Tehnica prezentării prin intermediul garderobelor online este foarte raspândită. Clienții au posibilitatea de a vedea înainte de realizarea fizică efectul real al articolelor de îmbrăcăminte.